# Hyperloop One
A Virgin Hyperloop One (korábban Hyperloop Technologies és Hyperloop One) nevű egykori amerikai szállítmányozási és technológiai vállalat a hyperloop nevű nagysebességű technológiai koncepció megvalósítását és forgalomba állítását tűzte ki célul. A társaságot 2014. június 1-jén alapították Hyperloop One néven, 2017. október 12-én átalakították és átnevezték. A Hyperloop rendszerek célja, hogy utasokat és/vagy a rakományt a légi közlekedésben megszokott utazási sebességgel mozgassák annak árainál lényegesen kedvezőbb árszínvonalon. A Hyperloop fogalmát és koncepcióját először 2013. augusztus 12-én Elon Musk ismertette meg a nagyközönséggel. A cég azonban tíz évvel később, 2023 végén fizetésképtelenné vált és becsődölt.

## Elon Musk  Hyperloop koncepciója
Az eredeti Hyperloop koncepció a pályán 110 kilométerenként elhelyezett lineáris motorblokkok használatát javasolja egy elektromágnesesen lebegő kabin felgyorsítására és fékezésére a csökkentett nyomású csőben. A jármű maximális sebességének fokozását, a Kantrowitz-határ kitolását egy, a kabinokba telepített turbina segítette volna, ezzel a jármű 1200 km/h sebességgel, nagyon alacsony turbulenciával közlekedhetne.
A Virgin Hyperloop One lényeges technikai változtatásokat hajtott végre Musk eredeti javaslatán, és úgy döntöttek, hogy nem valósítják meg az eredetileg felvázolt Los Angeles és San Francisco közötti pályát, melyet Musk a 2013-as keltezésű fehér könyvében vázolt fel.

## Története
A Hyperloop One gondolata egy, Elon Musk és az iráni-amerikai Szilícium-völgybeli befektető, Shervin Pishevar közötti beszélgetés kapcsán merült fel. 2012 januárjában mindketten Kubába repültek egy humanitárius misszióra. Itt – a beszélgetés nyomán – Pishevar arra kérte Muskot, hogy vázolja egy tanulmányban Hyperloop ötletét. Pishevar ötletének azt a részét, hogy a technológiát teherszállításra is lehetne alkalmazni, Musk figyelmen kívül hagyta. Úgy döntött, hogy őt túlzottan lefoglalja a SpaceX és a Tesla, ezért a Hyperloop tanulmányát 2013. augusztus 12-én az interneten, egy „white paper” formájában tette közzé a SpaceX oldalán.
Az ezt követő hónapokban a Pishevar megkezdte kiépíteni a Hyperloop Technologies-t, a Hyperloop One elődjét, az első igazgatósági tagok között volt David O. Sacks, Jim Messina és Joe Lonsdale is. Pishevar átcsábított az új céghez egy korábbi SpaceX mérnököt, Brogan Bambrogant.
A Hyperloop Technologies hivatalosan 2013 novemberében került megalapításra Bambrogan garázsában Los Angelesben, 2015 januárjára pedig már 9 millió dollár kockázatitőkét gyűjtött be a Pishevar Sherpa Capitalon keresztül. A Forbes magazin 2015. februári számában a Hyperloop Technologies került a borítóra, melyet időközben Hyperloop One-ra neveztek át.
2016 októberében a Hyperloop One újabb 50 millió dollárt gyűjtött be, jórészt a DP World beruházása nyomán.
2016. május 11-én sikeresen tesztelték a POAT-ot, a Hyperloop siklórészét Las Vegasban. A POAT 2,3 másodperc alatt 216 km/h sebességre gyorsult, ezzel bizonyította a koncepció működőképességét. A sikeres teszt nyomán a Hyperloop One bejelentette, hogy partnerségi megállapodást kötött az iparágban meghatározó mérnöki és tervező cégekkel (AECOM, a SYSTRA, Arup, Deutsche Bahn, General Electric, Bjarke Ingels.).
2017. augusztus 2-án a Hyperloop One sikeresen tesztelte XP–1 elnevezésű utaskabinját, elérve ezzel a 309 km/h sebességet a 300 méteres tesztpályán.

a Hyperloop One XP–1 elnevezésű utaskabinja
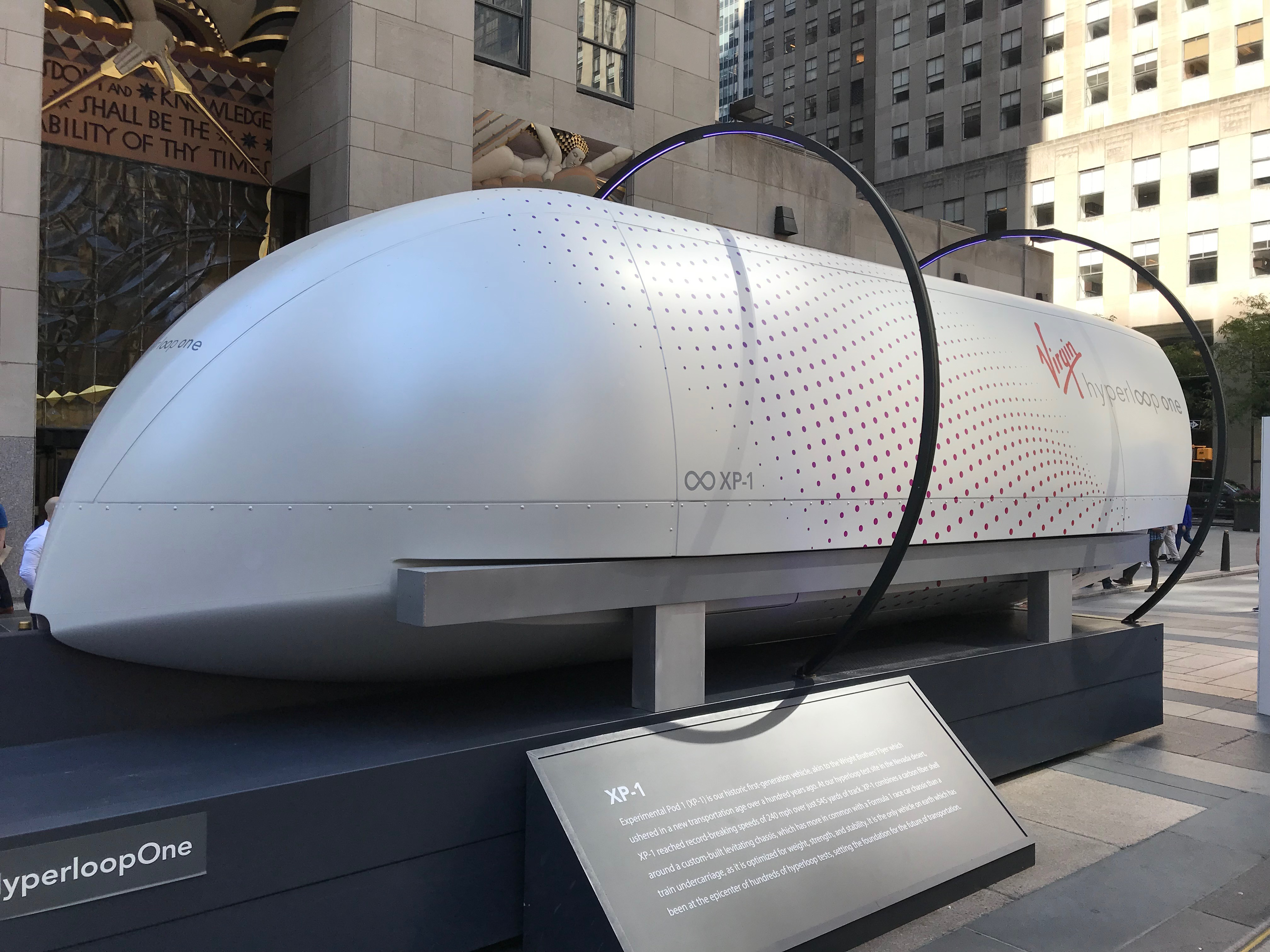
Elölnézet
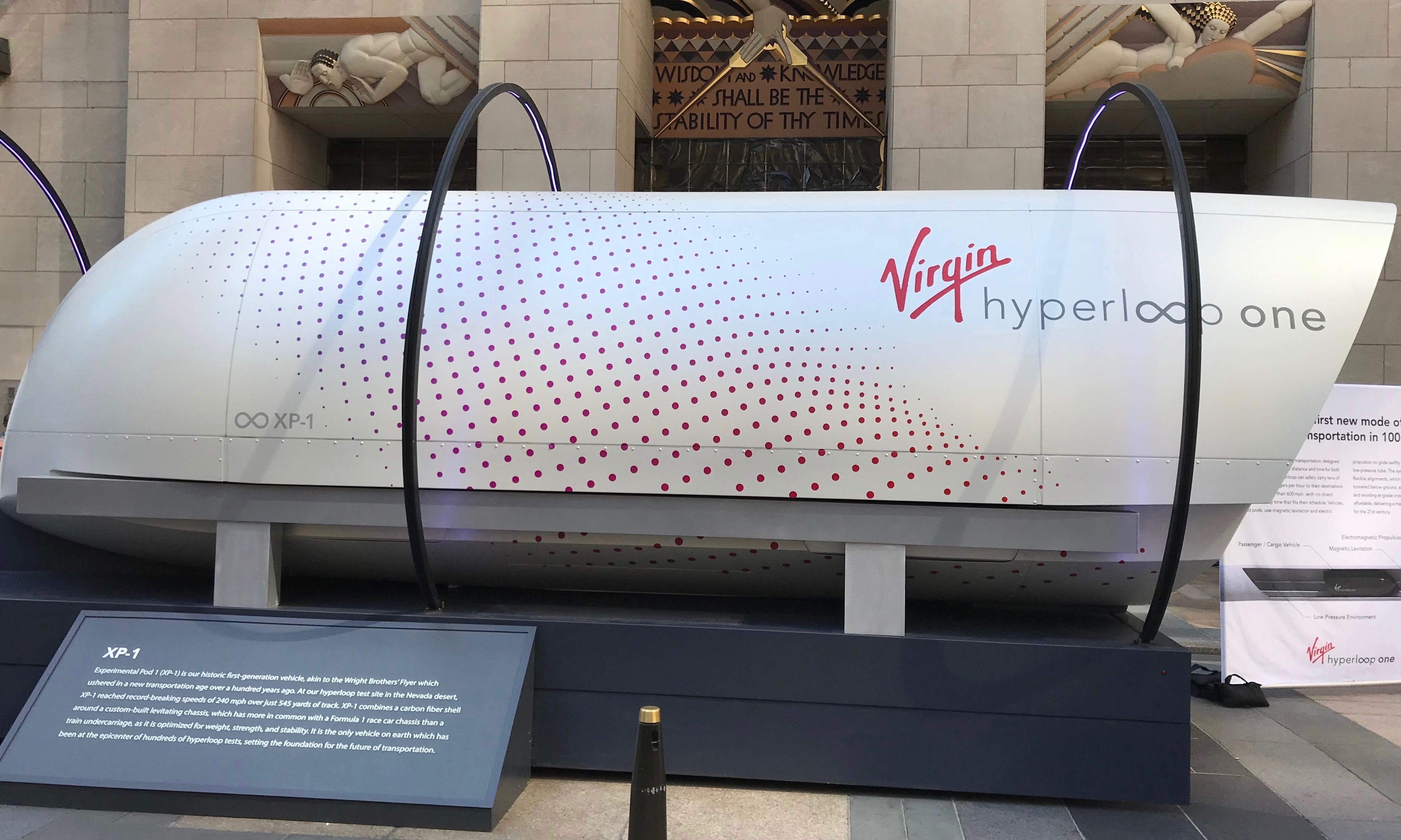
Oldalnézet
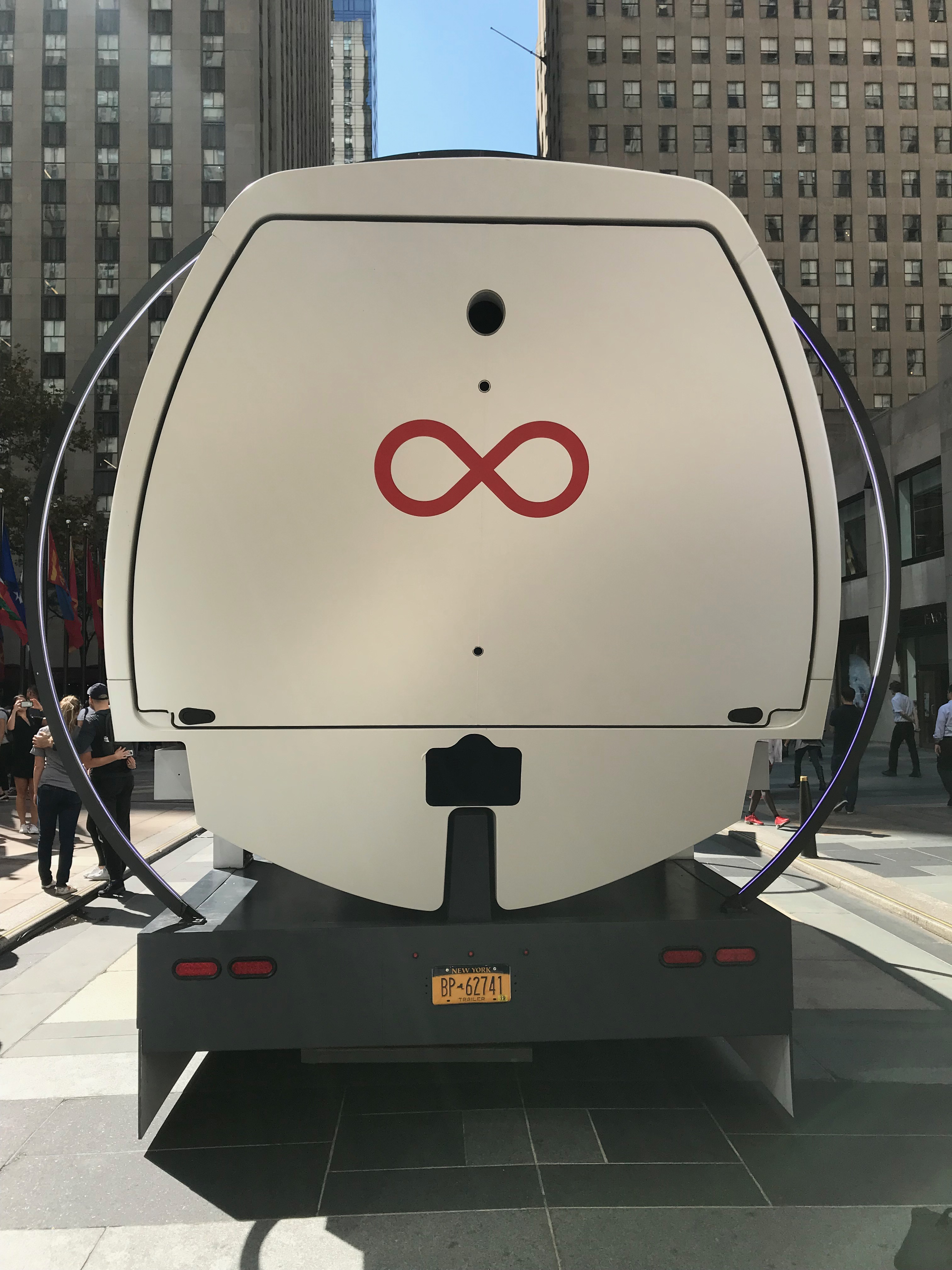
Hátulnézet
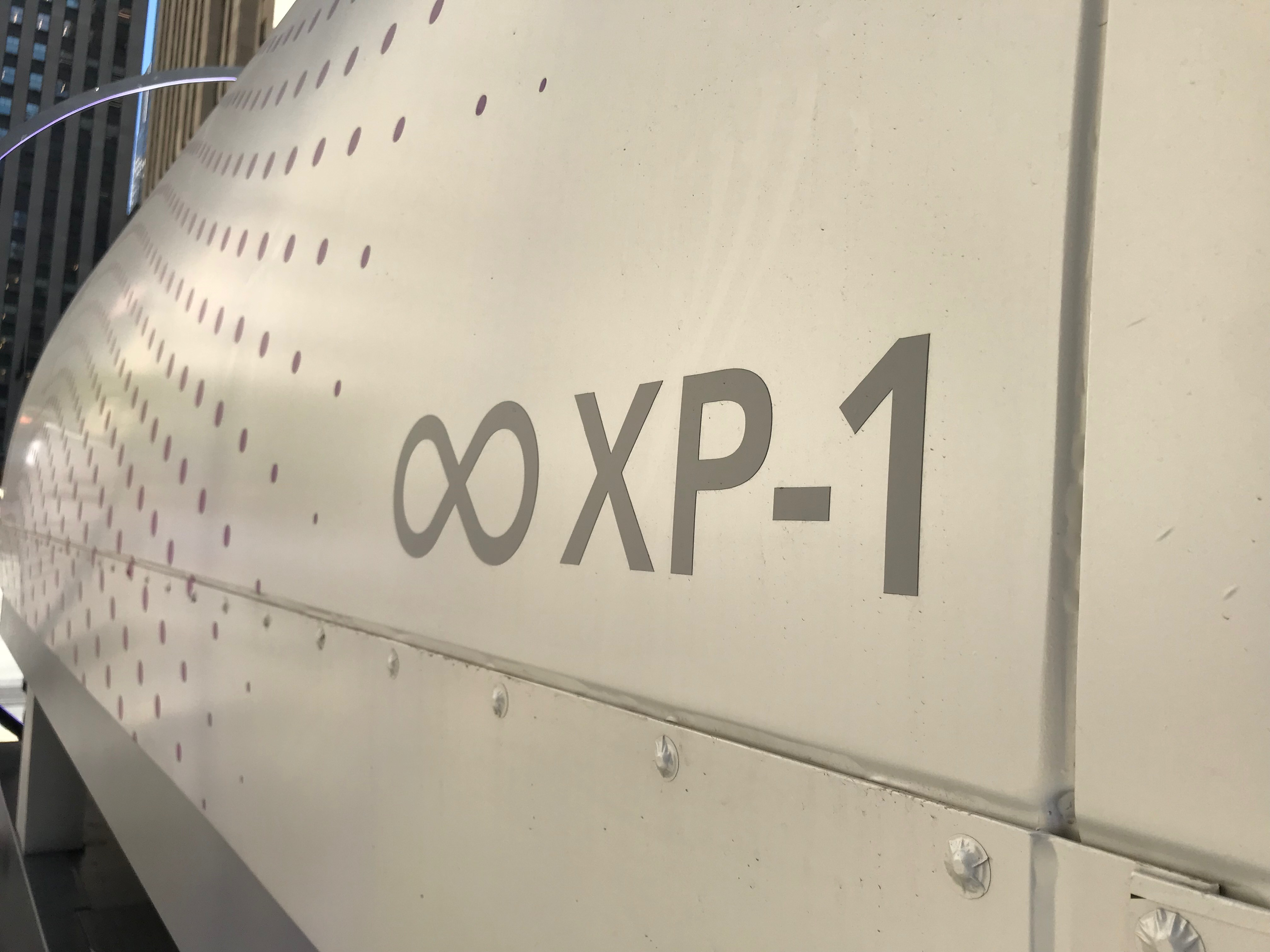
Szénszál burkolat
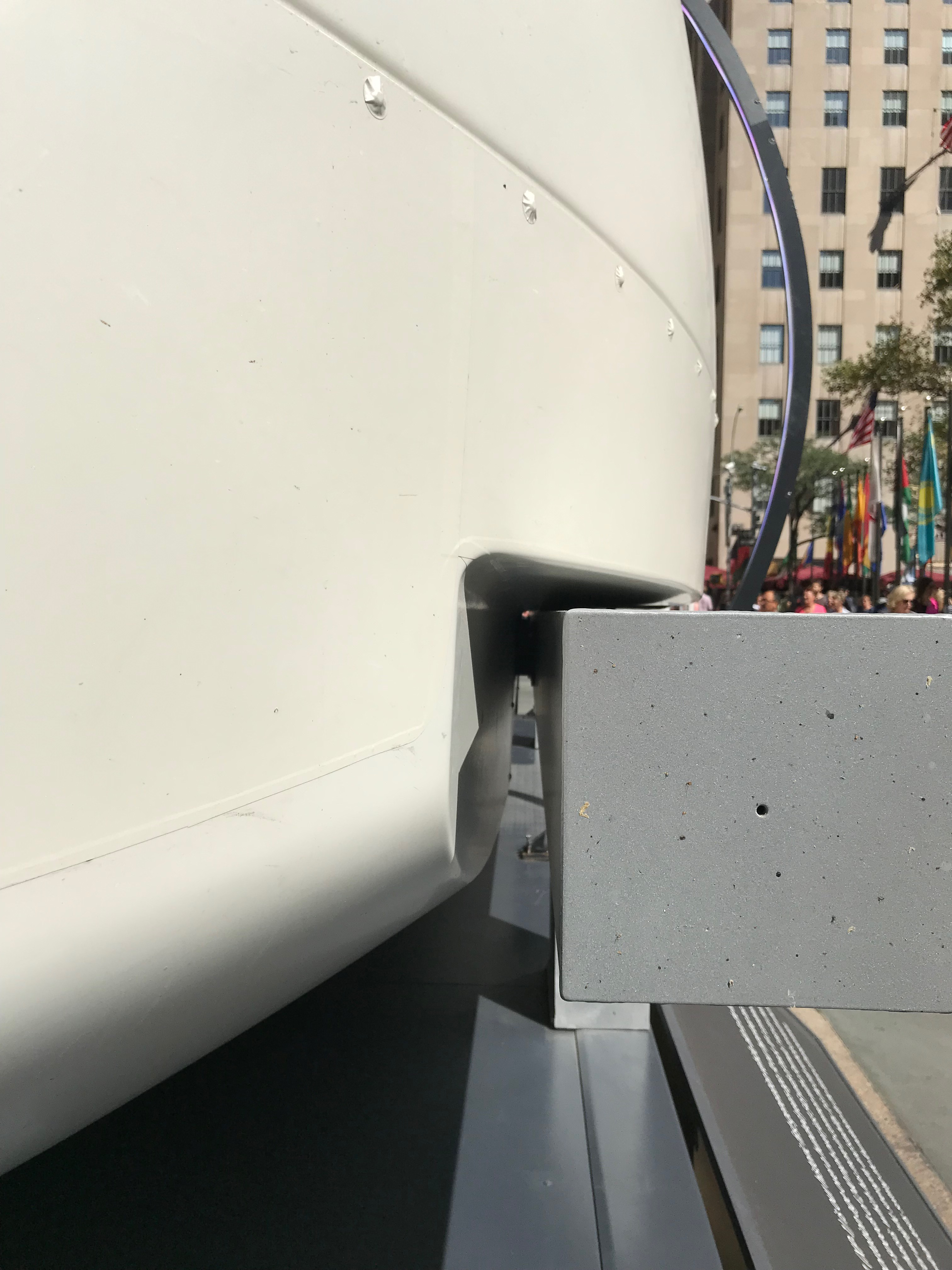
Oldalsín profil
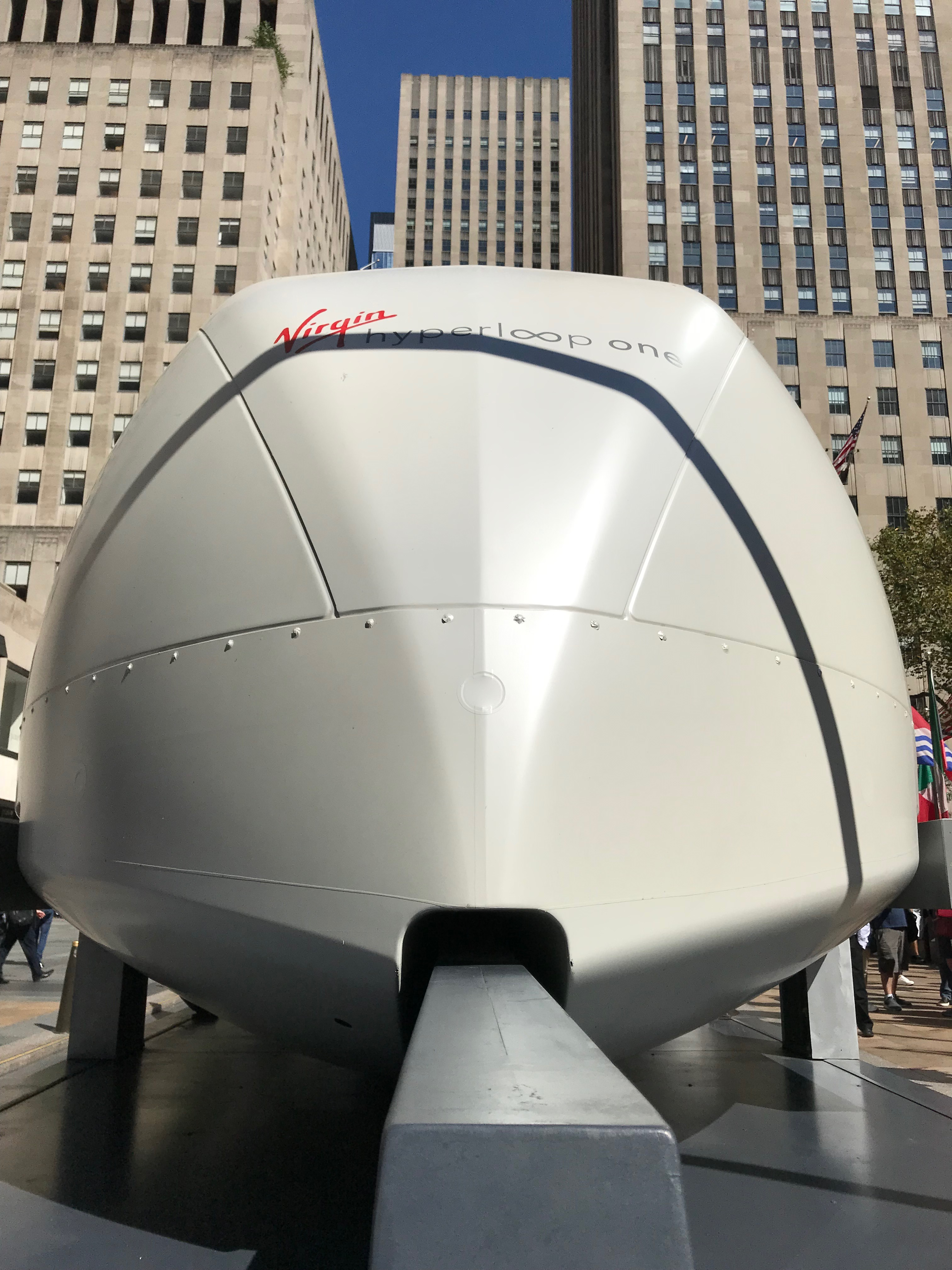
Középsín profil
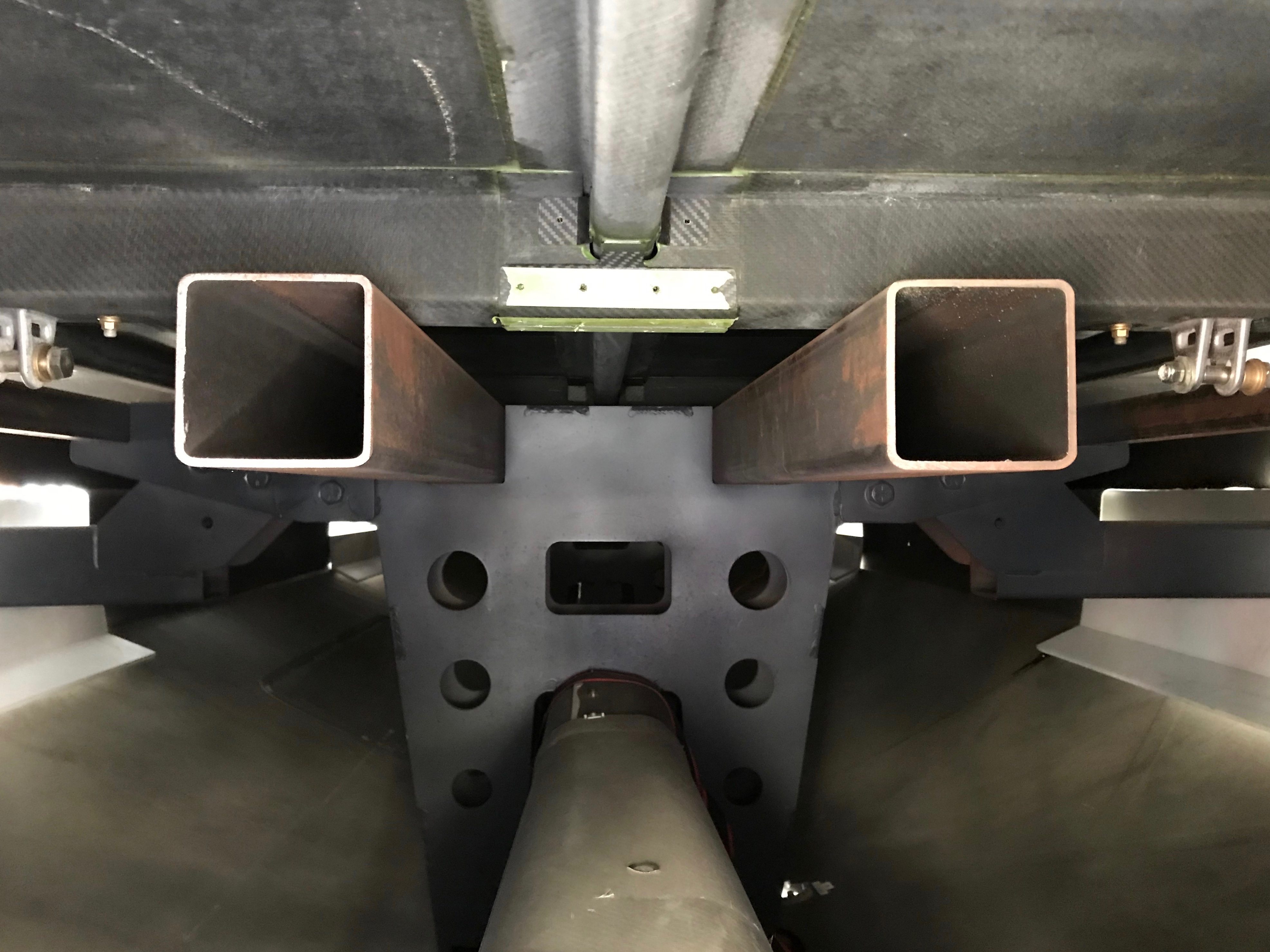
A lebegtetett jármű-alváz

2017. október 12-én a Hyperloop One és a Virgin Group bejelentette, hogy stratégiai befektetési partnerséget alakítottak ki, amelynek eredményeként Richard Branson csatlakozott az igazgatósághoz. Ezt követően a Hyperloop One-t Virgin Hyperloop One-ra nevezték el, és Branson lett az igazgatótanács elnöke.
2019 októberében a Virgin Hyperloop One bejelentette, hogy megkezdi egy hyperloop pálya építését Észak-Texasban. Úgy tervezik, hogy ezzel körülbelül 17 perc alatt lehet majd eljutni Austinból Dallasba, és 45 percbe fog telni egy Dallas - Laredo út.
2023 végére bebizonyosodott, hogy a cég nem tud az ígéreteiknek megfelelő technológiával előállni és szerződést sem tudtak kötni senkivel, ezért a céget kénytelenek voltak bezárni.

## Technológiai verseny
A leggyorsabb hyperloop kabinért komoly verseny bontakozott ki a versenytársak és néhány, a fejlesztésbe beszálló kutatóintézet között. Jelenleg a legélesebb versengés a Virgin Hyperloop One XP–1-ese, és a müncheni WARR (Wissenschaftliche Arbeitsgemeinschaft für Raketentechnik und Raumfahrt; rakétatechnológiai és űrutazási tudományos munkacsoport a Müncheni Technológiai Egyetemen) járműve között bontakozott ki. Pillanatnyilag (2020. január) a WARR a 600 km/h sebesség elérését tűzte ki célul.

## Tervek
A Virgin Hyperloop One tervei közül a Dubaj-projekt magasodik ki. Itt már elkezdték a pálya kialakítását, mely a 2020-ban megrendezésre kerülő „Expo 2020” világkiállítás egyik fő attrakciójának szánnak. A projekt technológiai hátteréről egyelőre kevés információt osztottak meg.

## Bezárás
A Bloomberg üzleti lap 2023 decemberében írt arról, hogy a cég beszűnteti működését, miután egyetlen megbízási szerződést sem tudtak kötni, ezért kénytelen volt a megmaradt alkalmazottait elküldeni, a gépparkját pedig kiárusítani. Ismeretes, hogy a cég vezetőit több botrány is övezte, majd 2022-ben úgy nyilatkoztak, hogy az utasszállítás helyett inkább az áruszállításra helyezik a hangsúlyt, de dacára a 450 millió dolláros fejlesztési költségeknek sem sikerült a technológiával kapcsolatos ígéreteiket beváltaniuk, ezért ugyanebben az évben a Virgin is kiszállt a cégből, ami pénzügyi zavart és végül a cég megszűnését vonta maga után.

## Fordítás
- Ez a szócikk részben vagy egészben  a   Virgin Hyperloop One című angol Wikipédia-szócikk ezen változatának fordításán alapul.  Az eredeti cikk szerkesztőit annak laptörténete sorolja fel. Ez a jelzés csupán a megfogalmazás eredetét és a szerzői jogokat jelzi, nem szolgál a cikkben szereplő információk forrásmegjelöléseként.